# Flugzeugträger B
Flugzeugträger B – siostrzany okręt jedynego, w większości ukończonego niemieckiego lotniskowca z czasów II wojny światowej, „Grafa Zeppelina”.
Kontrakt na budowę okrętu zawarto ze stocznią Friedrich Krupp Germaniawerft w Kilonii w 1938 roku, z planowaną datą włączenia do służby 1 czerwca 1940 roku. Kadłub nie został nigdy zwodowany, a budowa została wstrzymana 19 września 1939 roku. Złomowanie nieukończonego lotniskowca rozpoczęto 28 lutego 1940 roku, a cały proces zabrał ponad 4 miesiące.
Kriegsmarine nigdy nie nazywała okrętów przed wodowaniem, więc ten okręt został jedynie oznaczony jako „B” (Graf Zeppelin nosił oznaczenie „A” przed wodowaniem). Gdyby został ukończony nosiłby nazwę „Peter Strasser” na cześć dowódcy niemieckiej floty powietrznej I wojny światowej.